# Deceneu
Deceneu a fost un filosof, astronom, sfătuitor al lui Burebista (82 î.e.n. - 44 î.e.n.), rege dac între 44 î.e.n. - 27 î.e.n. Înaintea lui, în cadrul oficiului de mare preot, înțelept și sfătuitor, fusese Zeuta, iar, după el, Zamolxis.
Deceneu ar fi fost un înțelept al neamului dacilor, care trăia retras, ca un sihastru, într-un ținut ascuns, unii cred că pe muntele sfânt al dacilor – numit Kogaionon. Fusese sacerdot al zeului Zalmoxis, iar în momentul venirii la conducerea dacilor a regelui Burebista era Mare preot. Sfetnic și colaborator apropiat a lui Burebista, cel mai important personaj după rege în statul dac, Deceneu l-a ajutat considerabil pe monarh în opera de unificare și organizare a triburilor geto-dace.
Deceneu a devenit rege al geților în anul 44 î.e.n, după moartea lui Burebista. A reformat pontificatul zamolxian. A stabilit locuința preoților lui Zamolxe pe muntele Cogeon (Kogaionon). A împărțit pe geți în ordinul Piloforilor sau Pileaților și ordinul Capeluttilor sau Comaților. A cultivat în rândul geților astronomia și agricultura. A construit altare noi și edificii sacre. E posibil să fi urmat canoanele arhitectonice din Egipt (unde trăise), precum și din Orient.
O informație din Iordanes (Getica:XI,67) indică venirea lui Deceneu la putere, inițial, ca vicerege, Burebista acordându-i o putere aproape regală. Strabon spune:
Burebista … și-a luat ca ajutor pe Deceneu, un bărbat vrăjitor, care umblase multă vreme prin Egipt, învățând acolo unele semne profetice, datorită cărora susținea că tălmăcește voința zeilor. Ba încă, de la un timp era socotit și zeu, așa cum am arătat când am vorbit de Zamolxe. Ca o dovadă de ascultarea ce i-o dădeau geții, este și faptul că ei s-au lăsat înduplecați să-și stârpească viile și să trăiască fără vin" (Geografia:VII,3,11)
După Iordanes, Deceneu era un om de o vastă erudiție. Relatarea istoricului got conține date deosebite privind rolul cultural și religios jucat de către Deceneu în instruirea spirituală a stratului social superior de sacerdoți și tarabostes daci:
Observând înclinația lor de a-l asculta în toate și inteligența lor nativă, el i-a inițiat în aproape toată filozofia, căci era maestru priceput în aceasta. El i-a învățat etica, dezvățându-i de obiceiurile lor barbare, i-a instruit în fizică, făcându-i să trăiască potrivit cu legile naturii, pe care goții [geții] transcriindu-le le păstrează până azi [sec VI e.n.] cu numele de belagines; i-a învățat logica, făcându-i superiori celorlalte popoare în ce privește mintea; arătându-le practica, i-a îndemnat să-și trăiască viața în fapte bune; demonstrându-le teoria, i-a învățat să contemple cele 12 semne ale zodiacului, iar prin ele mersul planetelor și toată astronomia, lămurindu-i cum crește și scade discul lunii și cu cât globul de foc al soarelui întrece măsura rotunjimii pământului și le-a expus sub ce nume și sub ce semne cele 345 de stele trec de la răsărit la apus, ca să se apropie sau să se depărteze de polul ceresc. Vezi ce plăcere (este) ca niște oameni prea viteji să se îndeletnicească cu doctrinele filosofice, când mai aveau puțin răgaz de războaie. Puteai să-l vezi pe unul cercetând poziția cerului, pe altul proprietățile ierburilor și ale arbuștilor, pe acesta studiind creșterea și scăderea Lunii, pe celălalt observând eclipsele soarelui și cum, prin rotația cerului, Soarele vrând să atingă regiunea orientală, este adus înapoi în regiunea occidentală. Getul se liniștește de îndată ce primește explicația acestor lucruri. Aceasta și multe altele, învățând Deceneu pe geți, prin știința sa, a strălucit în mijlocul lor ca o adevărată minune. (Getica;XI;69—70)
În felul acesta Iordanes ne înfățișează seriozitatea și priceperea cu care cel puțin clasa sacerdotală privea preocupările științifice, iar mai departe "pe bărbații cei mai de seamă și mai înțelepți pe care i-a învățat teologia, i-a sfătuit să cinstească anumite divinități și sanctuare, făcându-i preoți și dându-le numele de pileați" (Getica;XI,71)
Deceneu a înlăturat cultul bahic sau dionisiac asociat cu cultura viței de vie și cu orgii. El este cel dintâi care s-a opus viguros pătrunderii în Dacia a cultelor străine. De aceea nu este întâmplător că a determinat autoritatea regală să dispună distrugerea viței de vie — planta sacră a lui Dyonisos — și că toată preoțimea dacică l-a sprijinit în acest act extraordinar. Ca mare preot și vicerege, apoi el însuși rege, Deceneu a dispus de o dublă autoritate, morală (stârpind viciul beției) și politică (organizând triburile și casta sacerdotală).
Deceneu a înfăptuit o profundă reformă socială și religioasă a poporului geto-dac, celebră în lumea antică. A impus sobrietatea și cumpătarea, a cerut poporului ascultarea de porunci ca efect al educației prin dreptate, geții fiind recunoscuți, după Herodot, ca fiind cei mai drepți dintre traci.
Iordanes despre Deceneu: „Împărtășindu-le cunoștințe de fizică i-a făcut să trăiască în mod natural respectând legile lor pe care ei le au în formă scrisă până astăzi și le numesc belagines.” De fapt, legile belagines sunt legile goților, nu ale geților, termenul fiind întâlnit în Origo Gothica (555 e.n.), cu toate că autorul textului pretindea că e vorba de legi străvechi. Mai precis, e vorba de legile ostrogoților. Lucrarea lui Iordanes nu este considerată izvor istoric de încredere, scopul său fiind acela de a atribui un trecut prestigios noii clase conducătoare a goților.